# Creys-et-Pusignieu
Creys-et-Pusignieu est une ancienne commune française de l'Isère.

## Histoire
La commune a existé depuis la fin du XVIIIe siècle jusqu'en 1989. Entre 1790 et 1794, Creys fusionne avec Pusignieu pour former la commune de Creys-et-Pusignieu. En 1989, Creys-et-Pusignieu fusionne avec Mépieu ; cette nouvelle commune prend le nom de Creys-Mépieu.

## Politique et administration
| Période                                  | Période | Identité              | Étiquette | Qualité |
| ---------------------------------------- | ------- | --------------------- | --------- | ------- |
| avant 1981                               | ?       | Jean-François Bonnard |           |         |
| Les données manquantes sont à compléter. |         |                       |           |         |